# Gbon (Côte d'Ivoire)
Pour les articles homonymes, voir Gbon.
Gbon est une ville située dans le district des Savanes au nord de la Côte d'Ivoire. Elle fait partie de la région de la Bagoué et rattachée au département de Kouto.
Gbon est un village situé dans le district des savanes au nord de la Côte d'ivoire .

## Géographie
La ville se trouve sur la route du Mali reliant les villes de Boundiali et Tingréla, dans le département de Boundiali dont elle est l'une des sous-préfectures (avec Kouto, Ganaoni, Kolia, Kasséré, Sianhala et Siempurgo). Elle se situe au sud de Kouto.
La population totale[Quand ?] est de 25 427 habitants[réf. nécessaire], constituée entre autres de Dioulaba Malinkés et de Sénoufos.

## Histoire
Gbon a été fondé il y a environ deux siècles.
Tout a commencé lorsqu'un chasseur dozo nommé Tchegbe (Dioulaba), quitta son village natal de Gbonkoroni, situé dans l'ancien empire Mandingue, pour s'établir dans une région riche en gibier, notamment des cynocéphales (babouins). Attiré par l'abondance de la faune, il choisit cette zone pour y pratiquer la chasse.
Au fil du temps, d'autres groupes ethniques le rejoignirent, notamment les Sénoufos et d'autres membres de l'ethnie Dioulaba, Malinké. 
Le campement grandit rapidement et devint un village prospère. Les Sénoufos appelèrent ce lieu « Gbogui », tandis que les Dioulas le nommèrent « Gbon », un terme qui signifie « cynocéphale » en dioula.
La structure sociale du village s'organisa avec les Dioulabas (Malinké) installés au centre, formant le quartier historique, tandis que les Sénoufos  s’installèrent tout autour.
En 1985, Gbon a été officiellement érigé en commune par la loi n° 85-1085 du 17 octobre 1985, dans le cadre de la création de quatre-vingt-dix-huit nouvelles communes en Côte d'Ivoire.

## Administration et politique

### Liste des maires
| Date d'élection | Identité         | Parti       | Qualité          | Statut |
| --------------- | ---------------- | ----------- | ---------------- | ------ |
| 1980            |                  | PDCI-RDA    | Homme politique  | élu    |
| 1983            |                  | PDCI-RDA    | Homme politique  | élu    |
| 1985            |                  | PDCI-RDA    | Homme politique  | élu    |
| 1990            | Abdoulaye Koné   | PDCI-RDA    | Homme politique  | élu    |
| 1995            | Losséni Sakanoko | PDCI-RDA    | Homme politique  | élu    |
| 2001            | Bamba Sanogo     | Indépendant | Homme politique  | élu    |
| 2011            | Toure Alpha Yaya | indépendant | homme d'affaires | élu    |
| 2018            | Toure Alpha Yaya | indépendant | homme d'affaires | réélu  |
| 2023            | Toure Alpha Yaya | indépendant | homme d'affaires | réélu  |

### Députation
| Date d'élection | Identité       | Parti | Qualité          | Statut |
| --------------- | -------------- | ----- | ---------------- | ------ |
| 2001            | Koné Dossongui | PDCI  | Homme politique  | élu    |
| 2011            | touré Daouda   | RDR   | Homme d'affaires | élu    |

## Éducation et santé
Gbon accueille un collège municipal et un lycée depuis 2013.

## Personnalités liées à la commune
- Sanogo Ben-Mafa Mory, fondateur de la grande mosquée et de la famille Sanogo ;
- El Hadj Koné Yanourga Moussa, ancien député jusqu'en 1975 et père d'Aïcha Koné ;
- Yaya Sanogo, homme politique et chef des Dioulabas ;
- Abbé Sylvain Sourou Ouattara, premier prêtre de Gbon (ordonné le 6 janvier 2007 à Korhogo).
- Aïcha Koné, artiste chanteuse mandingue de renoms en Côte D’ivoire
- Kandia Camara (nom complet : Kandia Kamissoko Camara),  femme politique ivoirienne. Elle a été ministre de l'Éducation nationale dans plusieurs gouvernements du président Alassane Ouattara, avant d'être ministre d'État et ministre des Affaires étrangères entre avril 2021 et octobre 2023. Elle est élue présidente du Sénat en octobre 2023.
- Sanogo Bamba, Maire de Gbon de 2001 à 2011